# Pseudapis punctiventris
Pseudapis punctiventris är en biart som först beskrevs av Cockerell 1935.  Pseudapis punctiventris ingår i släktet Pseudapis och familjen vägbin. Inga underarter finns listade i Catalogue of Life.